# Haute-Amance
Haute-Amance é uma comuna francesa na região administrativa de Grande Leste, no departamento de Haute-Marne. Estende-se por uma área de 46,33 km². Em 2010 a comuna tinha 978 habitantes (densidade: 21,1 hab./km²).